# 矢倉駅 (福井県)
矢倉駅（やぐらえき）は、かつて福井県丹生郡織田町（現・越前町）下河原にあった福井鉄道鯖浦線の駅（廃駅）である。

## 歴史
- 1948年（昭和23年）1月1日：福井鉄道鯖浦線の新設駅として開業。
- 1972年（昭和47年）10月12日：西田中 - 織田間が廃止され廃駅となる。

## 駅構造
単式ホーム1面1線の駅で、木造駅舎を有していた。

## 駅跡
駅の名をとどめるものは残っていない。

## 隣の駅
福井鉄道
鯖浦線
江波駅 - 矢倉駅 - 織田駅